# Pseudomys gouldii
Il topo australiano di Gould (Pseudomys gouldii  Waterhouse, 1839) è un roditore della famiglia dei Muridi vissuto nell'Australia continentale in epoca recente e probabilmente sopravvissuto in alcune piccole isole della Baia degli Squali.

## Descrizione
Roditore di piccole dimensioni, con la lunghezza della testa e del corpo tra 100 e 120 mm, la lunghezza della coda tra 90 e 100 mm, la lunghezza del piede tra 25 e 27 mm, la lunghezza delle orecchie tra 16 e 18 mm e un peso fino a 50 g.

Le parti ventrali sono grigio chiaro. Le mani e i piedi sono bianchi. La coda è più corta della testa e del corpo, Sono presenti 13 anelli di scaglie.

## Distribuzione e habitat
Questa specie è vissuta in epoca storica nell'Australia Occidentale sud-occidentale , Australia Meridionale orientale e Nuovo Galles del Sud. Recenti studi filogenentici hanno rivelato che la popolazione di topi del genere Pseudomys, finora classificata come specie a parte, sia in realtà appartenente a questa specie.

## Conservazione
La IUCN Red List, considerato che nessun individuo è stato più osservato dal 1856-1857, classifica P.gouldii come specie estinta (EX). Le recenti scoperte necessitano tuttavia una revisione dello status.